# The Greater Profit
The Greater Profit er en amerikansk stumfilm fra 1921 af William Worthington.

## Medvirkende
- Edith Storey som Maury Brady
- Pell Trenton som Ward Ransom
- Willis Marks som Brady
- Lloyd Bacon som Jim Crawkins
- Bobbie Roberts
- Ogden Crane som Creighton Hardage
- Lillian Rambeau som Mrs. Creighton Hardage
- Dorothy Wood som Rhoda Hardage